# Patay (Loiret)
Patay ist eine französische Kleinstadt mit 2341 Einwohnern (Stand: 1. Januar 2022) im Département Loiret in der Region Centre-Val de Loire. Sie gehört zum Arrondissement Orléans und zum Kanton Meung-sur-Loire. Die Einwohner werden Patichons genannt.

## Lage
Die Kleinstadt Patay liegt an der Grenze zum Département Eure-et-Loir, etwa 22 Kilometer nordwestlich von Orléans. Umgeben wird Patay von den Nachbargemeinden Terminiers im Norden und Nordosten, Rouvray-Sainte-Croix im Osten, Coinces im Südosten und Süden, Saint-Péravy-la-Colombe im Süden, Villeneuve-sur-Conie im Westen sowie Guillonville im Nordwesten.

## Geschichte
In der Schlacht bei Patay trafen hier am 18. Juni 1429 die englischen und französischen Truppen aufeinander. Unter der Führung von Johanna von Orléans gelang es den Franzosen, die zahlenmäßig überlegenen Engländer unter John Fastolf und John Talbot zu besiegen.

## Bevölkerungsentwicklung
| Jahr                       | 1962 | 1968 | 1975 | 1982 | 1990 | 1999 | 2006 | 2016 | 2022 |
| Einwohner                  | 1852 | 1920 | 2038 | 1863 | 1932 | 2027 | 2064 | 2160 | 2341 |
| Quellen: Cassini und INSEE |      |      |      |      |      |      |      |      |      |

## Sehenswürdigkeiten

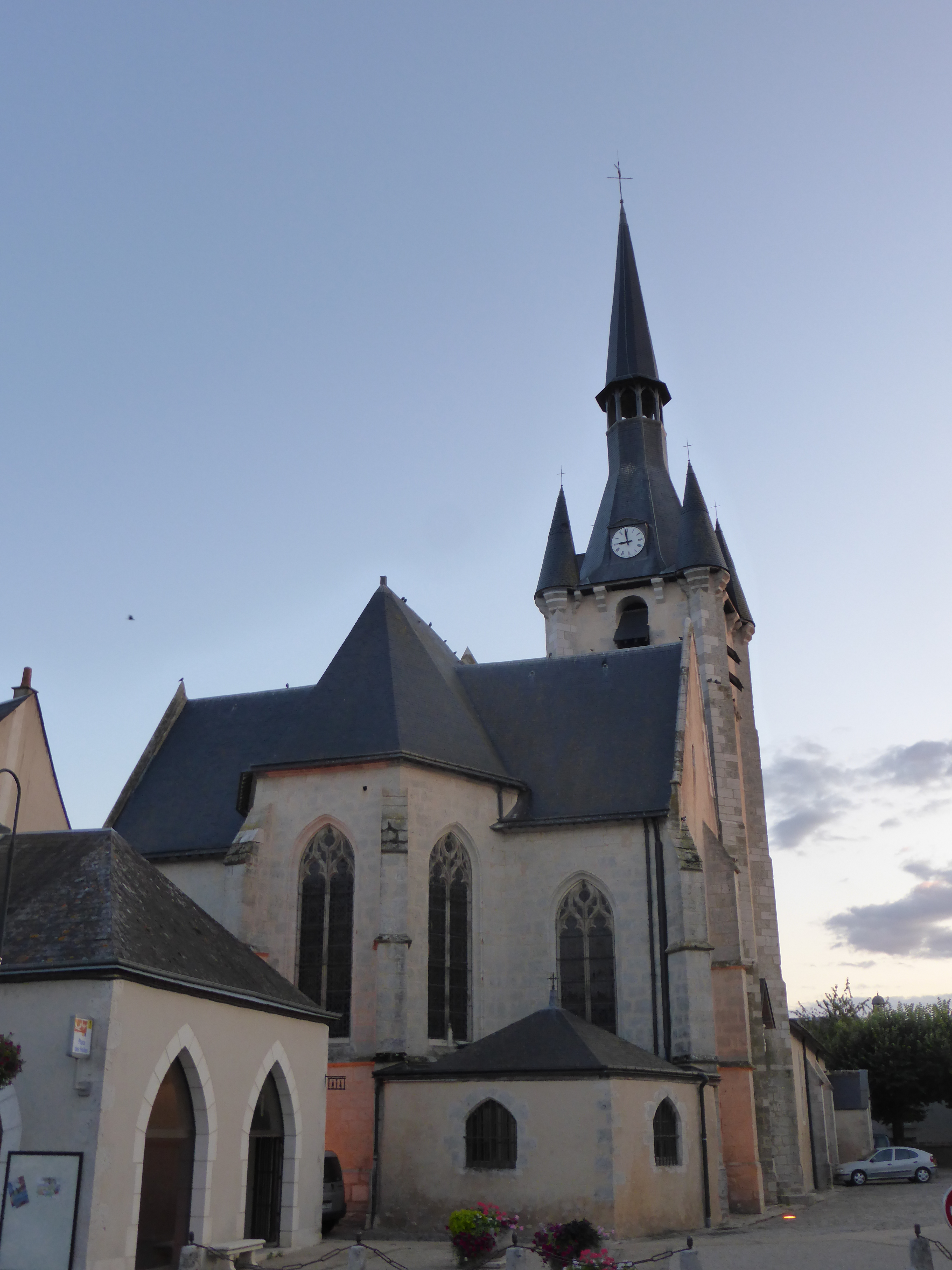
Kirche Saint-André
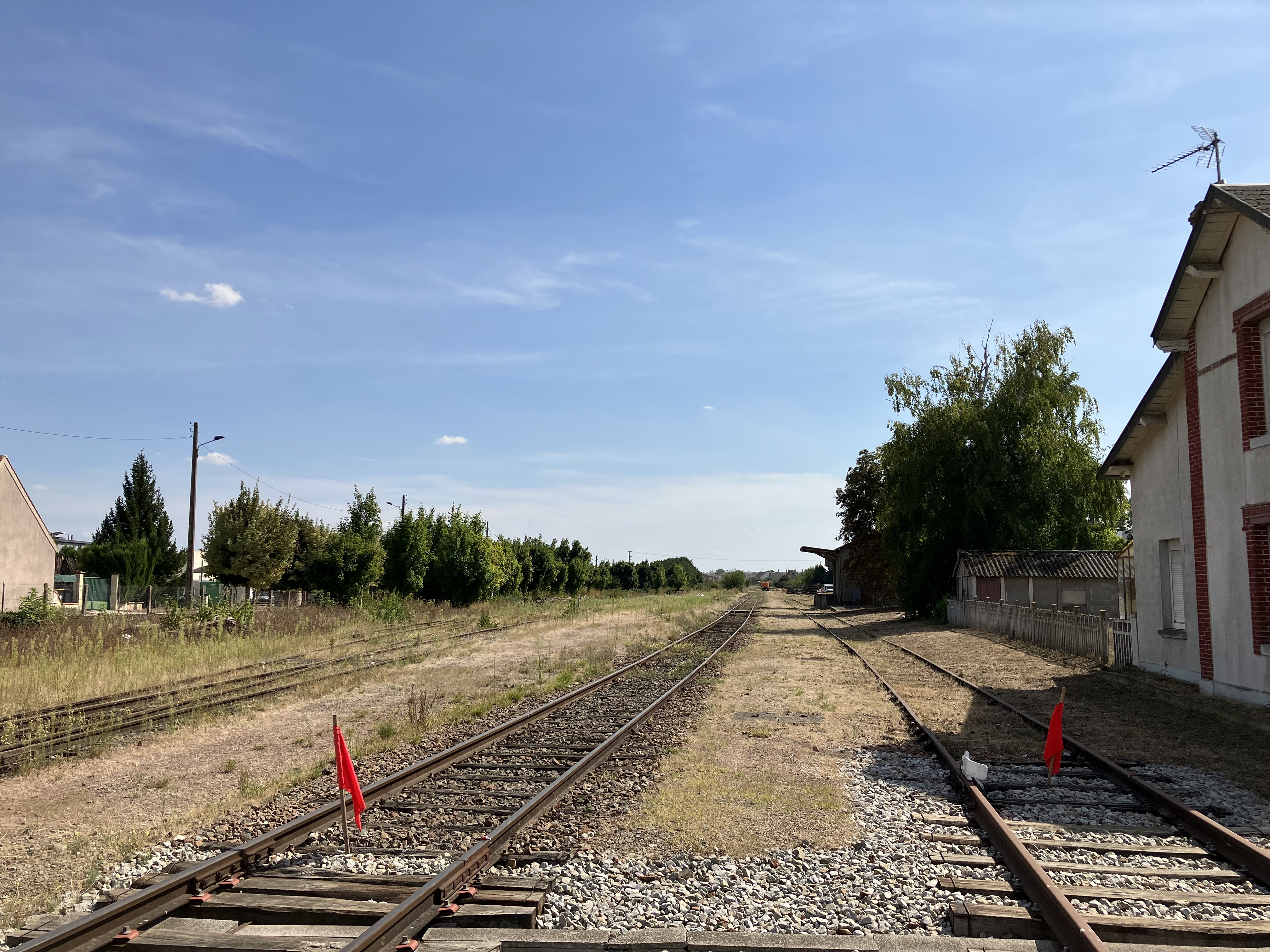
Bahnhof Patay-Faisceau
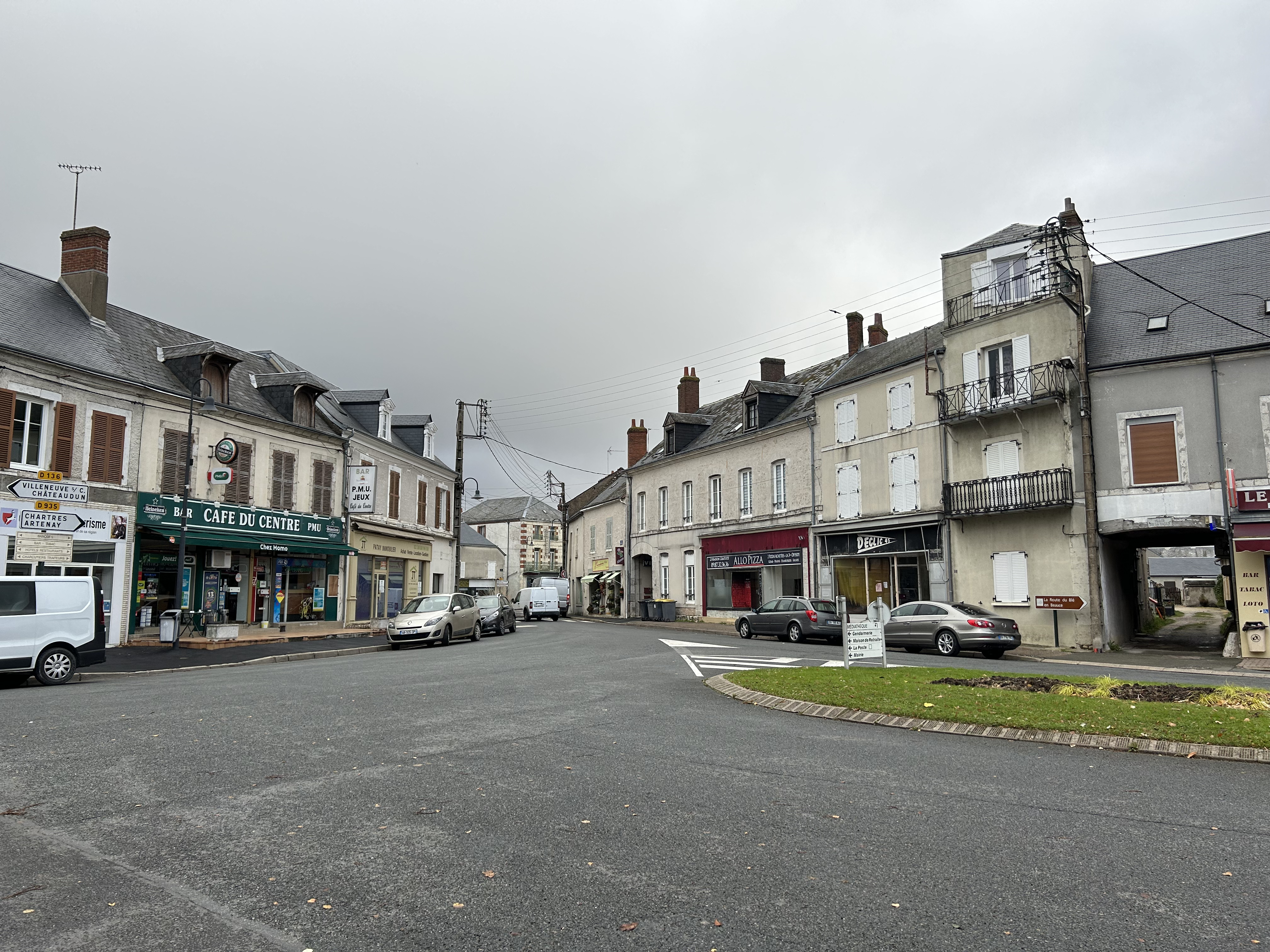
Place de la halle
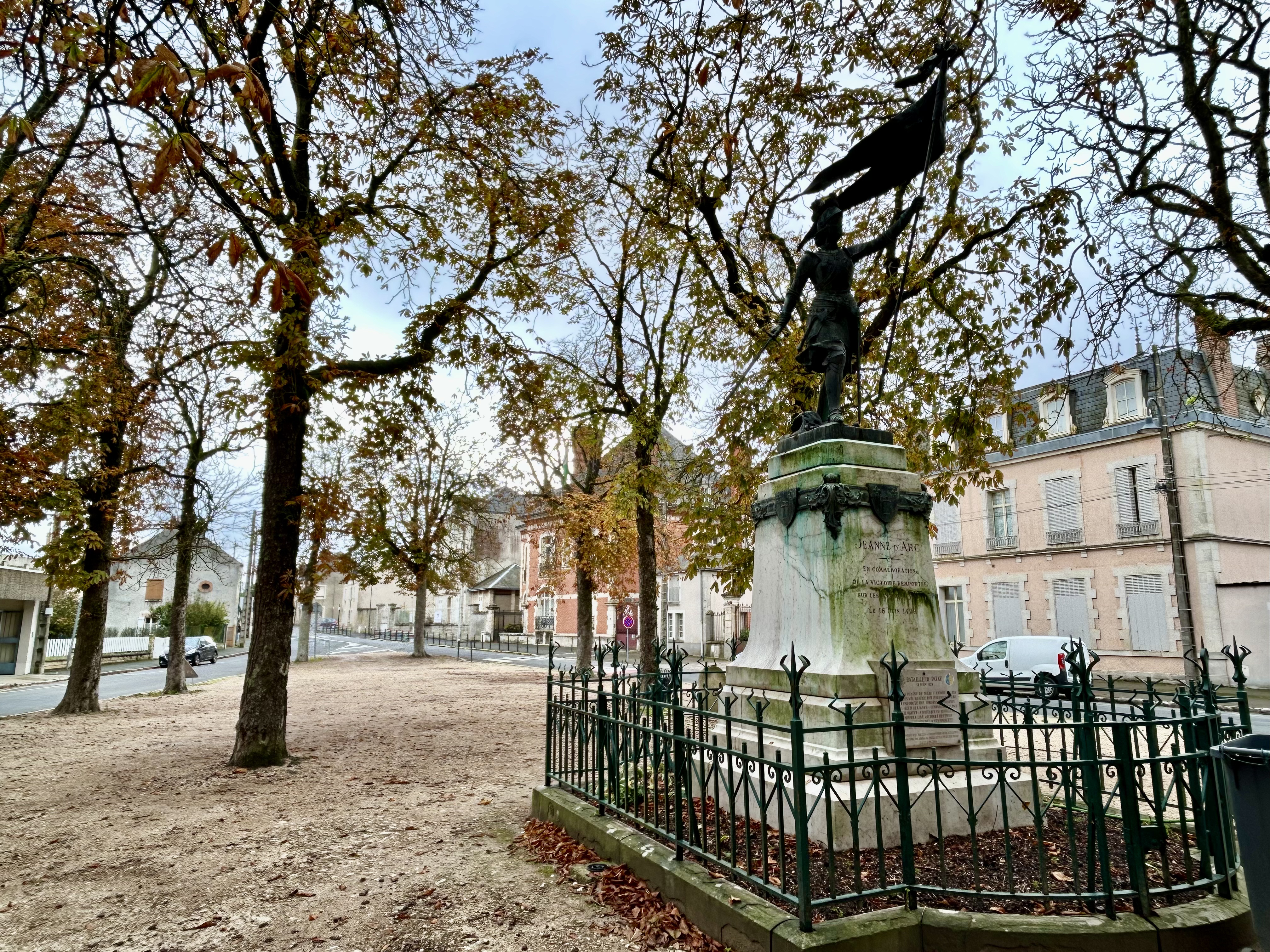
Place Jeanne d’Arc

- Wasserturm
- alte

- Kirche Saint-André
- Bahnhof Patay-Faisceau
- Place de la halle
- Place Jeanne d’Arc

## Trivia
Mit der Produktbezeichnung Patay wird auch ein Kuhmilchkäse aus der Gegend bezeichnet.